# Svala Björgvinsdóttir

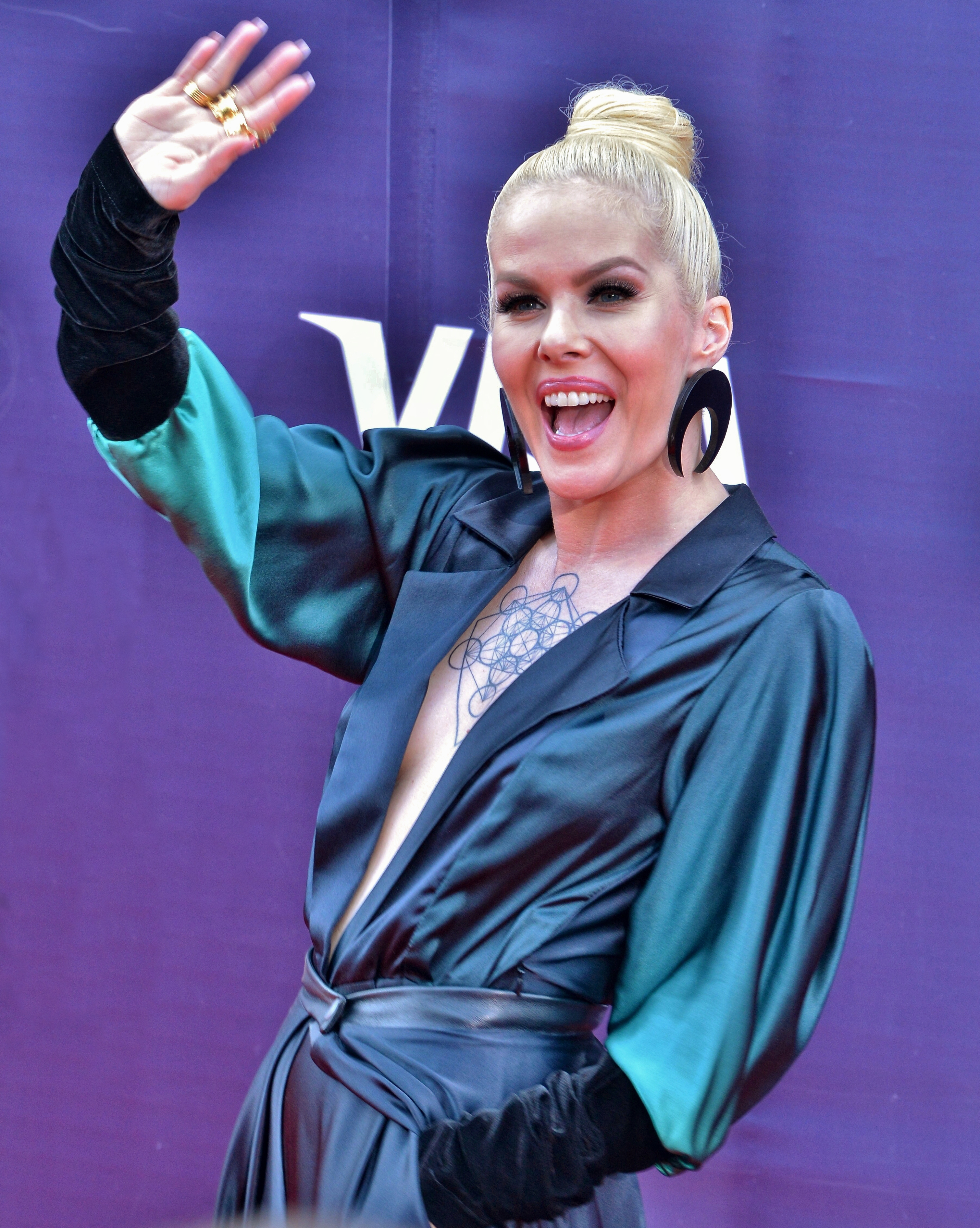
Svala auf der Eröffnungsfeier des Eurovision Song Contest 2017

Svala Björgvinsdóttir [ˈsvaːla ˈpjœrkvɪnsˌtouhtɪr] (* 8. Februar 1977 in Reykjavík) ist eine isländische Sängerin, Model und Modedesignerin. Sie ist sowohl als Solokünstlerin als auch als Frontfrau der Band Steed Lord (unter dem Künstlernamen Kali) aktiv.

## Musikalische Karriere
Svala nahm am Söngvakeppnin 2017 teil. Nachdem sie sich am 4. März im zweiten Halbfinale mit dem Lied Ég veit það unter die besten Drei bringen konnte, gelang ihr in der Woche danach im Finale der Sieg. Sie vertrat daher Island beim Eurovision Song Contest 2017 in Kiew, dort aber mit der englischen Version Paper.
Nach der Teilnahme am ersten Halbfinale konnte sie sich nicht für das Finale des Wettbewerbs qualifizieren.

## Persönliches

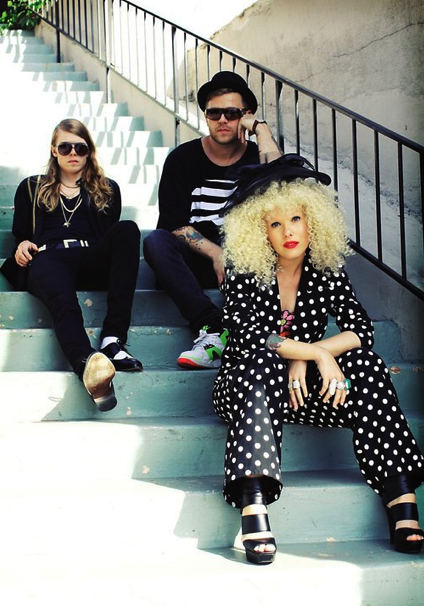
Vorne rechts: Svala Björgvinsdóttir (Kali) mit Steed Lord, 2010

Bis 2018 lebte sie in Los Angeles. Sie war von 2013 bis 2018 mit Einar Egilsson verheiratet. Seit 2018 lebt sie in Reykjavík und war von 2018 bis 2020 mit dem Schmuckdesigner Gauti Sigurðarson (* 1995) liiert. Seit 2020 ist sie in einer Beziehung mit Kristján Einar Sigurbjörnsson (* 1998). Im Dezember desselben Jahres gab das Paar seine Verlobung bekannt.
Ihr Vater ist Björgvin Helgi Halldórsson, der Island beim ESC 1995 vertrat.

## Diskografie

### Alben
- 2001: The Real Me
- 2005: Birds of Freedom
- 2008: Truth Serum (mit Steed Lord)
- 2010: Heart II Heart (mit Steed Lord)
- 2012: The Prophecy pt. 1 (mit Steed Lord)

### Singles
- 2001: The Real Me
- 2017: Ég veit það
- 2017: Paper
- 2018: For The Night[7]